# Ettore Vernazza
Ettore Vernazza va ser un patrici genovès, notari, que va dedicar la seva vida i fortuna a l'exercici de la caritat, fundant diversos hospitals d'inguaribles (a Gènova, Roma, etc.) i associacions de laics per a l'exercici de la caritat i el perfeccionament de la vida cristiana, com és l'Oratori de l'Amor Diví.

## Vida
Nascut a Gènova cap al 1470, pertanyia a la noblesa genovesa i era notari, professió considerada com a pròpia d'un gentilhome. Va casar-se amb Bartolomea Ricci i va tenir tres filles que van triar la vida religiosa, entre les quals la venerable Tomasina Vernazza, Sor Battistina en la religió.
Va conèixer Santa Caterina Fieschi, de qui fou deixeble, probablement durant la pesta de 1487-94. Per ella sentia un amor filial: anomenava la santa "Mare meva". Home de gran pietat i molt predisposat a la caritat, l'influx de Santa Caterina va fer néixer en ell un gran amor envers el proïsme. Va encaminar la seva vida cap a l'amor de Déu i el servei a l'altri.
Des del 1494, a l'escola i sota el guiatge de Caterina, va dedicar-se a l'apostolat i la caritat. Va veure els efectes de l'epidèmia de pesta a Gènova, on havia mort un 80% de la població a causa, en bona part, de la manca de recursos humans. Dedicà els seus esforços i diners a fer construir un llatzaret a la ciutat, el Lazzaretto per gli appestati.
El 26 de desembre de 1497 va fundar, amb tres companys més, la Confraria de l'Amor Diví, els membres de la qual haurien de fer obres de caritat. També va fundar l'Hospital dels Inguaribles o dei Cronici (1499) i la Companyia de Jesús i Maria, i va renovar la Compagnia del Mandiletto (Companyia del Davantalet), ja existent abans com a Ufficiali della Misericordia del Natale, també amb objectius caritatius. A més, s'ocupà de l'educació dels nens abandonats: va establir al seu Instrumentum (1512) que els protectors de l'hospital havien d'encarregar-se i interessar-se per algun nen de la institució, a més de fundar escoles.
En 1508 va quedar vidu i pensà de fer-se canonge lateranense, però el pare Riccardo de Lucques li va fer desistir. Es traslladà a viure a l'hospital que havia fundat. Va visitar Roma per obtenir privilegis per a l'hospital (1511-18). Amb l'ajut del cardenal Bendinelli Sauli i de Gaietà de Thiene, va exercir la caritat a l'hospital d'inguaribles de Roma.
Passà dos anys a Nàpols, en 1518-19, i hi feu el mateix. Amb Maria Llorença Llong va establir la Confraria de Sant Joan Degollat per a assistir els condemnats a mort.
Tornat a Gènova durant la pesta del 1524, es va fer infermer i transportava els pobres malalts al llatzaret que havia fundat, sense tenir en compte els riscos de contagi. Deia: "Estaré molt contento de què el Senyor em faci morir pels pobres". Finalment, va emmalaltir i morí el 27 de juny de 1524.
També havia fundat a Gènova un monestir de penitents, i un altre anomenat de les Filles de Sant Josep per a l'educació de les nenes pobres. Va deixar una part dels seus béns per al manteniment dels metges que visitaven gratuïtament els pobres, per als advocats i notaris que els defenien gratuïtament també i per a fundar escoles de religió i teologia per als joves que volien estudiar.